# Jeremy Wade
Jeremy Wade é um biólogo, zoólogo, pescador, escritor e apresentador da série de TV sobre pesca extrema Monstros do Rio, que vai ao ar no Brasil pelo Discovery Channel.
Wade nasceu em Suffolk, Inglaterra e viaja pelo mundo desvendando mitos e mistérios sobre a existência e ataques de peixes monstruosos a seres humanos em locais, muitas vezes, remotos ou improváveis.
Conhecendo o folclore local e as histórias angustiantes de quem já se deparou com um desses monstros, Jeremy busca respostas para o ocorrido e, em alguns casos, mergulha no habitat dessas feras lampréias, salamandras e até piranhas são algumas dessas vorazes criaturas.
Visitando a tribo indígena dos Matis, na Amazônia, para estudar o poraquê ou peixe-elétrico, Jeremy testemunhou a imunidade que estes índios tem aos choques destes peixes. Sem nenhuma explicação, os Matis não são afetados pelos choques mortais do poraquê, pegando-os à mãos livres, sem quaisquer proteção.
Jeremy tem como ato primordial soltar todos os peixes fisgados e, quando solicitado, contribui para pesquisas locais com os exemplares que captura, mas numa de suas aventuras no Congo, um peixe-tigre africano acabou não resistindo e Jeremy, visivelmente chateado com o ocorrido, levou o peixe a uma tribo e alimentou várias famílias.
Ele foi preso acusado de espionagem, sofreu um acidente de avião na Amazônia, teve sérias consequências após ser atingido no peito por um Pirarucu e ficou exposto à radiação pescando em Chernobyl (Ucrânia).
Visitando o Brasil desde o início da década de 90, (em especial a Amazônia brasileira), Jeremy estudou a língua portuguesa através de vídeos, 3 horas por dia, mas depois que chegou ao país descobriu que estava estudando português de Portugal. Wade também fala outras línguas, dentre elas o francês e o lingala, uma língua falada no oeste do Congo, mas confessou que tem mais fluência em português, tendo o Brasil como sua segunda casa.
Jeremy visitou o país em agosto de 2015 para divulgar a nova temporada do programa. Participou de entrevistas no rádio, na TV e na web. (Você pode conferir o chat de perguntas e respostas na página do Discovery Channel Brasil) e de uma pequena palestra.
A 7ª temporada de Monstros do Rio trouxe em seu primeiro episódio imagens inéditas do programa sobre o naufrágio do Sobral Santos no Pará.

## Publicações
Livros:
- Boote, Paul e Wade, Jeremy, (1992) "Em Algum Lugar Abaixo do Rio Louco"
- Wade, Jeremy, (2011), "River Monsters"